# Les Carabiniers
Les Carabiniers is een Franse oorlogsfilm uit 1963 onder regie van Jean-Luc Godard.

## Verhaal
Ulysse en Michel-Ange  gaan bij het leger. Daar wordt hun rijkdom beloofd. Ze trekken enthousiast ten oorlog.

## Rolverdeling
| Acteur             | Personage        |
| ------------------ | ---------------- |
| Marino Masé        | Ulysse           |
| Patrice Moullet    | Michel-Ange      |
| Geneviève Galéa    | Vénus            |
| Catherine Ribeiro  | Cléopâtre        |
| Barbet Schroeder   | Autoverkoper     |
| Jean-Louis Comolli | Soldaat          |
| Gérard Poirot      | Karabinier       |
| Jean Brassat       | Karabinier       |
| Alvaro Gheri       | Karabinier       |
| Odile Geoffroy     | Jonge communiste |